# Raymond Leblanc
Raymond Leblanc (* 22. Mai 1915 in Neufchâteau; † 21. März 2008 in Brüssel) war ein belgischer Comicverleger, Filmproduzent und Filmregisseur. Die bekanntesten Werke, die er verlegte, waren Tim und Struppi von Hergé und Blake und Mortimer von Edgar P. Jacobs. Außerdem war er der Gründer des Verlags Le Lombard, des Magazins Tintin, von PubliArt und der Belvision Filmstudios.

## Leben
Leblanc war ein Widerstandskämpfer im Zweiten Weltkrieg und gehörte der Gruppierung  Mouvement National Royaliste an.
Am Ende des Krieges gründete er mit zwei Kollegen in der 55 rue du Lombard das Verlagshaus Le Lombard. Einige Jahre später interessierte sich Leblanc für Tim und Struppi, die bis dahin in der Tageszeitung Le Soir veröffentlicht wurden. Er bat Hergé um ein Treffen. Hergé war einverstanden, dass Leblanc von jetzt an die Geschichten im darauf gegründeten Magazin Tintin verlegt. Die erste Ausgabe von Tintin erschien am 26. September 1946.
In den Jahren 1954 und 1956 startete Leblanc zwei weitere Projekte. Einmal PubliArt, einer Werbeagentur von Le Lombard, die diverse Comiccharaktere verwendet, und die Belvision Filmstudios. Bekannte Belvision-Filme sind Hergés Abenteuer von Tim und Struppi, Tim und Struppi im Sonnentempel, Tim und Struppi und der Haifischsee und Pinocchio dans l'espace.
1962 erschien unter seiner Regie die belgisch-französische Zeichentrickfilmverfilmung von Der geheimnisvolle Stern (Originaltitel: L’Étoile mystérieuse).
Leblanc arbeitete bis zu seinem Ruhestand. 1986 verkaufte er den Verlag und die Filmstudios an einen französischen Käufer.
Auf dem 30. Festival International de la Bande Dessinée d’Angoulême im Jahr 2003 erhielt er den Preis Alph-Art d'Honneur.
Im Alter von 92 Jahren starb Leblanc in Brüssel.